# Campeonato Europeo de Patinaje Artístico sobre Hielo de 2013
El CIV Campeonato Europeo de Patinaje Artístico sobre Hielo se realizó en Zagreb (Croacia) del 21 al 27 de enero de 2013. Es organizado por la Unión Internacional de Patinaje sobre Hielo (ISU) y la Federación Croata de Patinaje sobre Hielo.
Las competiciones se efectuaron en el pabellón Dom Sportova de la capital croata.

## Resultados

### Masculino
| Puesto | Nombre           | País            | Puntos |
| ------ | ---------------- | --------------- | ------ |
| Oro    | Javier Fernández | España          | 274,87 |
| Plata  | Florent Amodio   | Francia         | 250,53 |
| Bronce | Michal Březina   | República Checa | 243,52 |

### Femenino
| Puesto | Nombre                  | País   | Puntos |
| ------ | ----------------------- | ------ | ------ |
| Oro    | Carolina Kostner        | Italia | 194,71 |
| Plata  | Adelina Sotnikova       | Rusia  | 193,99 |
| Bronce | Yelizaveta Tuktamýsheva | Rusia  | 188,85 |

### Parejas
| Puesto | Nombre                              | País     | Puntos |
| ------ | ----------------------------------- | -------- | ------ |
| Oro    | Tatiana Volosozhar / Maksim Trankov | Rusia    | 212,45 |
| Plata  | Aliona Savchenko / Robin Szolkowy   | Alemania | 205,24 |
| Bronce | Stefania Berton / Ondřej Hotárek    | Italia   | 187,45 |

### Danza en hielo
| Puesto | Nombre                               | País   | Puntos |
| ------ | ------------------------------------ | ------ | ------ |
| Oro    | Yekaterina Bobrova / Dmitri Soloviov | Rusia  | 169,25 |
| Plata  | Yelena Ilinyj / Nikita Katsalapov    | Rusia  | 169,14 |
| Bronce | Anna Cappellini / Luca Lanotte       | Italia | 165,80 |

## Medallero
| Núm. | País            | Oro | Plata | Bronce | Total |
| ---- | --------------- | --- | ----- | ------ | ----- |
| 1    | Rusia           | 2   | 2     | 1      | 5     |
| 2    | Italia          | 1   | 0     | 2      | 3     |
| 3    | España          | 1   | 0     | 0      | 1     |
| 4    | Alemania        | 0   | 1     | 0      | 1     |
| 4    | Francia         | 0   | 1     | 0      | 1     |
| 6    | República Checa | 0   | 0     | 1      | 1     |
|      | TOTAL           | 4   | 4     | 4      | 12    |